# Station scientifique des Hautes-Fagnes
La station scientifique des Hautes-Fagnes est une station de recherche de terrain de l'université de Liège, installée sur le plateau des Hautes Fagnes, au Mont Rigi sur la commune de Robertville (Waimes), en Belgique, depuis 1924.

## Histoire

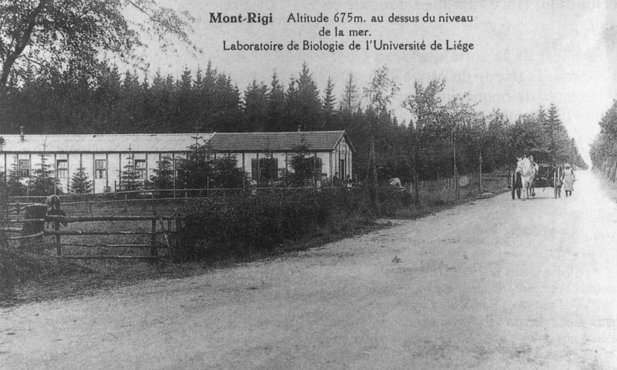
La Station en 1924 au bord de la RN 68.

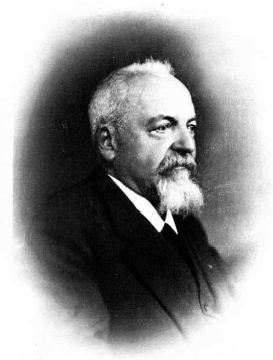
Léon Fredericq, fondateur de la station scientifique des Hautes-Fagnes

La première station de l'université de Liège sur le plateau des Hautes Fagnes est fondée en 1924 à l'initiative du professeur Léon Fredericq ; cette station est détruite durant la seconde Guerre mondiale par les Allemands, à partir du 10 mai 1940, puis durant l'hiver 1944-1945 par les Américains pendant l'offensive des Ardennes. Un nouveau bâtiment, toujours en bois, est reconstruit en 1947, par l'équipe du professeur Raymond Bouillenne, avec des matériaux provenant de pavillons abandonnés en fagne par l'armée américaine,. En 1963, l'université de Liège décide de construire un nouveau bâtiment en dur ; le chantier entamé en 1972 s'achève en 1975 et l'ancien bâtiment en bois est détruit.
En 2001, quatre ans après y avoir fait d'importants investissements, l'université programme la fermeture définitive de la station l'année suivante sous prétexte que les activités scientifiques s'y avèrent très réduites,, ce que conteste le vice-président de la commission consultative de gestion des réserves naturelles domaniales des Hautes-Fagnes. La fermeture n'a finalement pas lieu et la station fête ses 90 ans en 2014.
Les directeurs successifs de la station sont :
- Léon Fredericq
- Raymond Bouillenne
- René Schumacker
- Louis Leclercq
- Laurane Winandy, responsable scientifique ; Serge Nekrassoff, directeur adjoint, responsable pédagogique[9]

## Infrastructure
La nouvelle station construite en moellons d'arkose dans le style traditionnel de l'Ardenne belge, selon les plans de l'architecte Jean Englebert, comporte un bâtiment destiné au séjour, des laboratoires et un bâtiment technique.

## Activités scientifiques
Dès sa fondation la station s'est intéressée à la préservation des tourbières du plateau des Hautes-Fagnes. Les travaux qui y ont été réalisés sous l'égide du professeur Raymond Bouillenne ont permis d'aboutir à la création de la réserve naturelle domaniale des Hautes-Fagnes en 1957 et à son élargissement six ans plus tard.
Les recherches menées par l'université de Liège sur le plateau des Hautes-Fagnes couvrent de nombreux domaines des sciences de la vie et de la terre et des sciences humaines.

### Climatologie et météorologie

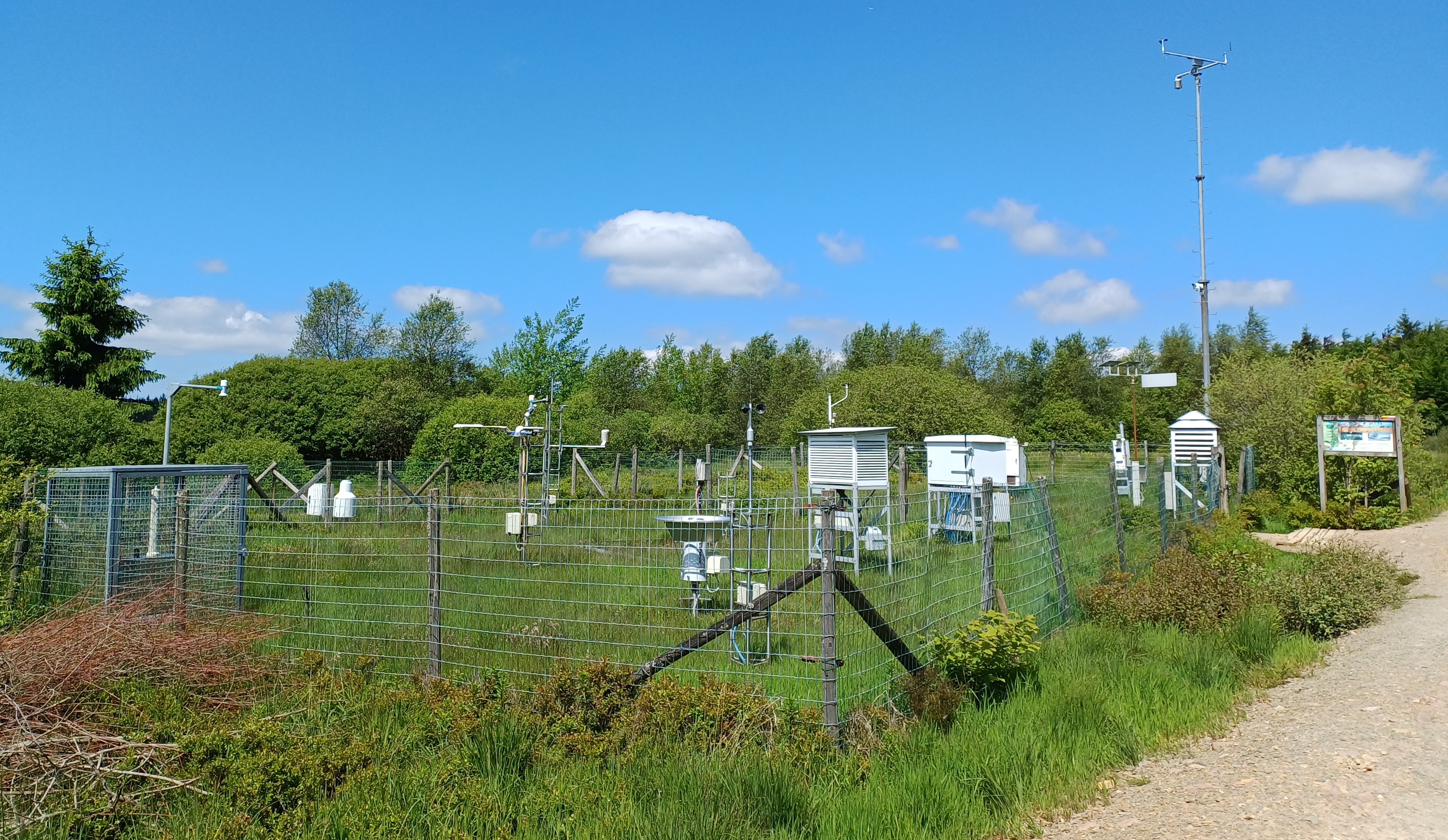
La station météorologique de l'IRM au Mont Rigi

Depuis 1975, la station scientifique des Hautes-Fagnes collabore avec l'Institut royal météorologique de Belgique (IRM) en effectuant des relevés climatologiques et en 2001 une des premières stations météorologiques automatiques de l’IRM y a été mise en service,. Depuis l'automatisation complète de la station météo de Botrange, la station du Mont-Rigi est la dernière où une présence humaine est assurée quotidiennement grâce à l'Université de Liège. Une webcam placée sur le mât de la station météorologique fournit des images en direct de la réserve naturelle de la fagne de la Poleur.

### Séismologie
Une station sismique du réseau permanent de l'Observatoire royal de Belgique y est installée.

### Qualité des eaux de surface
La Station a développé une expertise en matière d'évaluation de qualité des eaux de surface (analyses chimiques, bioindicateurs — algues et invertébrés) et d'épuration par lagunage.

### Archéologie
Plusieurs campagnes de fouilles ont permis d'étudier la Via Mansuerisca, de préciser sa structure et de la dater.

### Ornithologie
Depuis les années 1960, les chercheurs étudient le Tétras lyre (Tetrao tetrix) sur le plateau des Hautes-Fagnes et surveillent l'évolution de ses populations. Au printemps 2017, dix Tétras lyres (cinq mâles et cinq femelles) capturés en Suède ont été relâchés dans les Hautes Fagnes afin de renforcer la population qui connaît un grave déclin depuis les années 1990.

## Stages et accueil
La Station scientifique des Hautes-Fagnes accueille chaque année quelque 800 personnes : chercheurs, étudiants, naturalistes... Plusieurs programmes de stages sont proposés aux groupes d'étudiants de l'enseignement supérieur ou des dernières années du secondaire.
La Station a également assuré des formations de guides-nature.
Randonneurs et touristes peuvent obtenir des informations dans le bureau d'accueil de l'asbl Haute Ardenne installé à la station scientifique.

### Micromusée de Haute Ardenne
La station abrite le Micromusée de Haute Ardenne, un des musées universitaires de l'Université de Liège membre du Pôle muséal et culturel de cette institution.

## Publications
- Documents de la Station scientifique des Hautes-Fagnes : à partir de 1985, des monographies publiées séparément et des articles publiés dans la revue Hautes Fagnes éditée à Verviers par l'asbl les Amis de la Fagne[26] sont numérotés sous ce titre.
- Miscellanea Faniae : feuille d'information publiée par l'asbl Haute Ardenne installée à la Station scientifique des Hautes-Fagnes[27].

Dans les années 1970, la station apporte son soutien à la publication du Bulletin du Cercle royal Marie-Anne Libert de la région de Malmedy.